# 布龙迪·耶诺
布龙迪·耶诺（匈牙利語：Brandi Jenő，1913年5月13日—1980年12月4日），匈牙利男子水球运动员。他曾代表匈牙利参加1936年和1948年夏季奥林匹克运动会水球比赛，共获得一枚金牌和一枚银牌。